# Super Bowl XLVI
Match précédent Match suivant
Le Super Bowl XLVI est la 46e finale annuelle de la ligue nationale de football américain, qui vient clore la saison 2011 de la NFL. Le match a eu lieu le 5 février 2012 au Lucas Oil Stadium de Indianapolis (Indiana).
Les Giants de New York remportent le match sur le score de 21 à  17.

## Les équipes
Les deux équipes, les Patriots de la Nouvelle-Angleterre et les Giants de New York, ont respectivement remporté les finales de conférences AFC et NFC. Ce Super Bowl sera la redite du Super Bowl XLII qui avait vu la victoire des Giants sur le score de 17 à 14. À noter aussi qu'au cours de la saison 2011, les deux formations s'étaient déjà rencontrées à l'occasion de la 9e semaine, pour une autre victoire serrée des Giants par 24 à 20.

### Les Patriots
Le parcours des deux équipes est, comme en 2008, bien différent. D'un côté, les Patriots ont mené leur saison sans rencontrer de grosses difficultés, remportant leurs 8 derniers matchs de saison régulière et décrochant le titre de la division East dès la 15e semaine, leur 9e en 11 ans. Avec un total de 13 victoires contre seulement 3 défaites, les Patriots sont arrivés en tête des équipes de la Conférence AFC, leur garantissant l'avantage du terrain et une qualification directe pour les matchs de Division durant la phase des séries éliminatoires.
En séries éliminatoires, leur réussite a perduré. Pour leur premier match de Division, ils ont affronté les surprenants Broncos de Denver, menés par Tim Tebow. Cette rencontre a été l'objet d'un festival offensif pour les Patriots, avec un score final de 45 à 10, où Tom Brady a signé un match historique en étant le 3e quarterback de l'Histoire à inscrire 6 touchdowns en un seul match des séries éliminatoires. Cette victoire leur a offert une qualification pour la Finale de Conférence AFC, contre la deuxième meilleure équipe de l'AFC, les Ravens de Baltimore (12-4 en saison régulière). Ce match très défensif s'est soldé par une nouvelle victoire des Patriots sur le score de 23 à 20, à la suite d'un field goal manqué par les Ravens dans les dernières secondes du match, leur assurant une 5e présence au Super Bowl en l'espace de 11 ans.
Au niveau du jeu, l'équipe est dirigée par l'entraîneur-chef Bill Belichick, déjà en poste lors des trois précédentes victoires des Patriots au Super Bowl. Offensivement, l'équipe repose en grande partie sur son quart-arrière vedette, Tom Brady, qui a réalisé à l'occasion de la saison 2011 la deuxième meilleure performance d'un quarterback en termes de yards gagnés sur une saison (5 235 yards). Il peut s'appuyer sur des receveurs efficaces, à l'image du wide receiver Wes Welker (1 569 yards sur la saison), ou du tight end Rob Gronkowski, auteur de la meilleure saison jamais réalisée par un joueur à son poste (17 touchdowns et 1 327 yards en réception). L'équipe est ainsi la deuxième meilleure au niveau aérien de toute la saison 2011. En revanche, son jeu au sol, porté le plus souvent par BenJarvus Green-Ellis, est poussif et figure à la 20e place de la ligue.
Au niveau défensif, les Patriots sont considérés comme l'une des pires défenses de la saison, concédant en moyenne plus de 410 yards par match et composée de rares joueurs cadres. Ce point reste tout de même à relativiser dans la mesure où la défense a su efficacement prendre le relais d'une attaque en difficulté à l'occasion de la Finale de Conférence contre les Ravens.

### Les Giants
Les Giants ont vécu une saison houleuse et longtemps incertaine. Alternant le meilleur et le pire, l'équipe a commencé par remporter 6 de ses 8 premiers matchs, avant de connaître 4 défaites consécutives en novembre et début décembre qui risquaient de compromettre leurs chances de qualification. Ces revers se sont arrêtés à l'occasion de la première rencontre contre leurs plus grands rivaux de la saison, les Cowboys de Dallas, à l'occasion de la 14e semaine, pour une victoire in extremis 37-34. La qualification n'était toujours pas acquise, et il a fallu attendre une deuxième victoire contre Dallas à l'occasion de la dernière journée pour que la qualification des Giants soit définitive à la suite du gain du titre de la Division East. Ce deuxième match contre les Cowboys a été qualifié de « petite finale » dans la mesure où, les deux équipes affichant le même bilan de 8 victoires pour 7 défaites, l'équipe qui le remportait gagnait automatiquement la division et le dernier ticket pour les play-offs aux dépens de l'autre.
Qualifiés en 4e position sur 6, les Giants ont eu à en découdre lors d'un match de wild-card joué à domicile contre les Falcons d'Atlanta. Après une première mi-temps équilibrée mais à leur avantage, les Giants ont maîtrisé la seconde mi-temps et étouffé l'attaque des Falcons, remportant la victoire sur le score de 24 à 2. Ils se sont ainsi qualifiés pour un difficile match de Division contre les Packers de Green Bay, tenants du titre et meilleure équipe de l'année (15-1 sur la saison régulière). Le match, qui s'est joué au Lambeau Field, a vu à la surprise générale les Giants s'imposer largement contre une attaque Packers moribonde, sur le score sans appel de 37 à 20. Ce match signe par ailleurs la première victoire en extérieur des play-offs. Faisant office d'équipe « miraculée », les Giants se sont ensuite frottés lors de la Finale de Conférence NFC à l'une des meilleures défense de l'année avec une rencontre contre les 49ers de San Francisco, 2e meilleure équipe de la NFC (13-3), chez eux. Le match a été à l'image de la Finale de Conférence des Patriots : délicat, très défensif, et s'est terminé lui aussi sur un field goal final, réussi celui-ci, par les Giants. Ce field goal, faisant suite à un fumble malchanceux des 49ers sur retour de punt, mettait fin aux prolongations et arrêtait la rencontre sur le score de 20 à 17 pour les New-Yorkais, leur octroyant une place pour le Super Bowl.
Au niveau du jeu, l'équipe est dirigée par l'entraîneur-chef Tom Coughlin, déjà en poste lors de la dernière victoire des Giants au Super Bowl, quatre ans plus tôt. Offensivement, l'attaque est portée par le quart-arrière Eli Manning, auteur d'une saison en demi-teinte, comme les résultats de son équipe. Néanmoins, l'amélioration manifeste de son niveau de jeu à l'occasion de la fin de la saison, et particulièrement durant les play-offs, en font la pièce maîtresse de l'organisation offensive des Giants. Il peut s'appuyer sur une paire de receveurs efficaces, à l'image de Victor Cruz (meilleur receveur en une saison de l'histoire de la franchise, avec 1 536 yards) ou Hakeem Nicks. Le jeu au sol, s'il est assez limité, sait se montrer efficace par l'intermédiaire du duo Ahmad Bradshaw et Brandon Jacobs.
Au niveau défensif, la défense contre le jeu au sol ou la pression exercée sur les quarts-arrières adverses sont loin d'être ridicules, grâce notamment au defensive lineman Jason Pierre-Paul. En revanche, la défense en profondeur contre la passe, qui pointe à la 29e place de la ligue, souffre régulièrement et constitue une vraie faiblesse de l'équipe.

## Résumé du match
Le match a été suivi par 68 658 spectateurs.
1er Quart-temps
- NYG : Safety pour intentional grounding par Tom Brady dans la end zone, 8:52 : Giants 2 - Patriots 0
- NYG : Touchdown de Victor Cruz par Eli Manning, 2 yards, 3:24 : Giants 8 - Patriots 0
- NYG : Transformation de Lawrence Tynes : Giants 9 - Patriots 0

2e Quart-temps
- NE : Field goal de Stephen Gostkowski de 29 yards, 13:48 : Giants 9 - Patriots 3
- NE : Touchdown de Danny Woodhead par Tom Brady, 4 yards, 0:08 : Giants 9 - Patriots 9
- NE : Transformation de Stephen Gostkowski : Giants 9 - Patriots 10

3e Quart-temps
- NE : Touchdown de Aaron Hernandez par Tom Brady, 12 yards, 11:20 : Giants 9 - Patriots 16
- NE : Transformation de Stephen Gostkowski : Giants 9 - Patriots 17
- NYG : Field goal de Lawrence Tynes de 38 yards, 06:43 : Giants 12 - Patriots 17
- NYG : Field goal de Lawrence Tynes de 33 yards, 00:35 : Giants 15 - Patriots 17

4e Quart-temps
- NYG : Touchdown de Ahmad Bradshaw, course de 6 yards, 00:57 : Giants 21 - Patriots 17

## Joueurs titulaires
| New York          | Postes  | Nouvelle-Angleterre   |
| ----------------- | ------- | --------------------- |
| Attaque           |         |                       |
| Victor Cruz       | WR      | Wes Welker            |
| David Diehl       | LT      | Matt Light            |
| Kevin Boothe      | LG      | Logan Mankins         |
| David Baas        | C       | Dan Connolly          |
| Chris Snee        | RG      | Brian Waters          |
| Kareem McKenzie   | RT      | Sebastian Vollmer     |
| Jake Ballard      | TE      | Rob Gronkowski        |
| Hakeem Nicks      | WR      | Deion Branch          |
| Eli Manning       | QB      | Tom Brady             |
| Henry Hynoski     | FB / TE | Aaron Hernandez       |
| Ahmad Bradshaw    | RB      | BenJarvus Green-Ellis |
| Défense           |         |                       |
| Justin Tuck       | DE / LB | Tracy White           |
| Linval Joseph     | DT      | Vince Wilfork         |
| Chris Canty       | DT      | Kyle Love             |
| Jason Pierre-Paul | DE      | Brandon Deaderick     |
| Chase Blackburn   | LB      | Rob Ninkovich         |
| Michael Boley     | LB      | Jerod Mayo            |
| Corey Webster     | LB      | Brandon Spikes        |
| Aaron Ross        | CB      | Devin McCourty        |
| Kenny Phillips    | SS / CB | Kyle Arrington        |
| Antrel Rolle      | FS / S  | James Ihedigbo        |
| Deon Grant        | S       | Patrick Chung         |